# Stephens Island (Brits-Columbia)

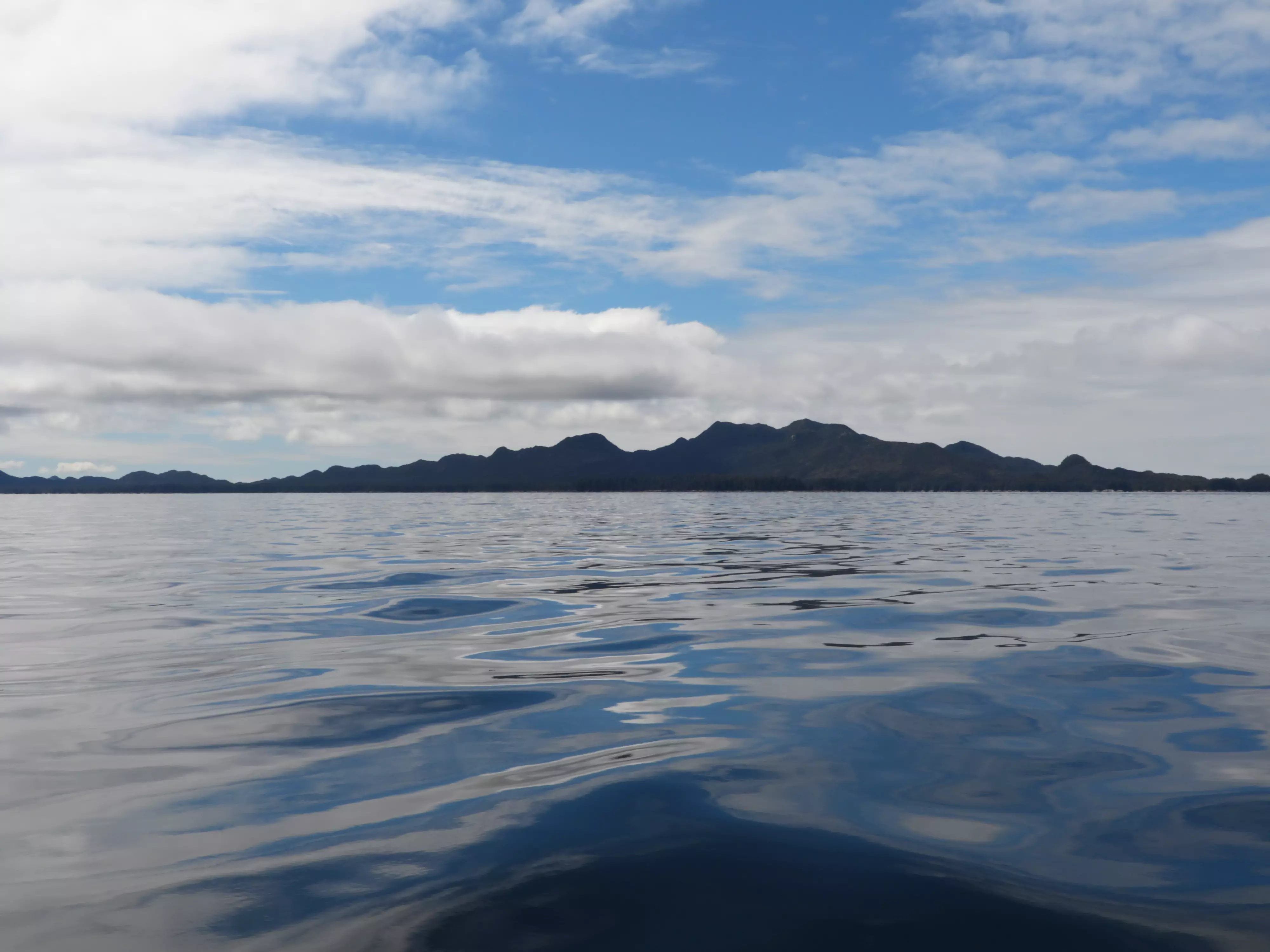
Noordoostkant van Stephens Island, gezien vanaf Brown Passage

Stephens Island is een eiland in het westen van Brits-Columbia in Canada.

## Geografie
Het eiland heeft noordwest-zuidoost een lengte van ongeveer 14,5 kilometer. Het belangrijkste geografische kenmerk is Mount Stephens met 432 meter aan het zuidoostelijke uiteinde van het eiland. In het noordwesten ligt Congreve Hill met 150 meter. Het eiland scheidt het zuidelijk deel van de Chatham Sound in het oosten van het noordelijk uiteinde van de Hecate Strait in het westen. Het noordpunt van het eiland tot aan het noordelijke punt van Grahameiland vormt de noordgrens van de Hecate Strait met daar ten noorden van de Dixon Entrance. In het noorden ligt de Brown Passage met aan de overzijde het Melville Island. Ten zuidoosten ligt het Prescott Island en verder zuidoostelijk ligt Porcher Island.
De wateren rond het eiland liggen in de mariene ecoregio Noord-Amerikaans Pacifisch Fjordland.

## Geschiedenis
Het eiland werd door kapitein George Vancouver vernoemd ter ere van Sir Philip Stephens, secretaris van de Admiraliteit van 1763 tot 1795.